# Guzzanica
Guzzanica (in bergamasco Giösanga) è un quartiere di Dalmine di 617 abitanti, situato tra la strada provinciale ex SS 525 del Brembo e l'Autostrada A4. Sull'origine del nome l'Olivieri pensa che si debba partire da un primitivo aggettivo Iustianica, derivato dal nome personale Iustianus, da cui sarebbero derivati da un lato Ussanega (donde poi Guzzanica), dall'altro Giussanega, donde la forma concomitante di Gioeussanga.